# Virtus Imola
La Virtus Imola è la più antica squadra di pallacanestro della città di Imola. Nata nel 1936, la società si è sciolta nel 2005 per problemi economici ed è stata rifondata nell'estate dello stesso anno.

## Storia

### Dalla fondazione al 1963
Nel 1936 alcuni studenti delle scuole superiori imolesi decidono di fondare una società di pallacanestro nella loro città. Scelgono il nome «Virtus Imola Sportiva Pallacanestro» (V.I.S.). La prima squadra è formata da: Pifferi, Baravelli, Castaldi, Gagliardi, Liverani, Maffei, Placci, Sangiorgi e Vianello. Guido Pifferi (futura Stella di bronzo CONI) è l'organizzatore e il trascinatore della squadra. I ragazzi si allenano sotto la guida di un professore di educazione fisica (l'educazione motoria dell'epoca), il signor Caleffi, coadiuvato dai due fratelli Renzi, anch'essi insegnanti di ginnastica. Le partite vengono disputate la domenica mattina alle 11 nella palestra Savonarola (immagine).

Nel 1940 si forma ad Imola il Nucleo universitario fascista (NUF), sodalizio riconosciuto dal regime. L'iscrizione dà la possibilità di disputare partite ufficiali del campionato italiano. Giocano all'epoca in squadra: Pifferi, Marzocchi, Pasotti, Placci, Sangiorgi, Tassinari ed altri. Poi Pifferi lascia Imola per andare a giocare nella squadra del GUF di Bologna.

Con l'entrata dell'Italia in guerra decade l'attività del NUF di Imola. Verso la fine del 1941 si dà vita a una squadra sotto l'egida di una ditta di produzione meccanica, la Cogne (sede locale del colosso siderurgico di proprietà dell'Ansaldo) che nel 1940 conta 1.900 addetti («Società Cogne, Sezione sport»)
Nel 1942 la Virtus è promossa per la prima volta in Serie C.
Dal 1943 al 1945 l'attività agonistica viene sospesa per eventi bellici.
Nel 1946 si riprende l'attività, sempre sotto il marchio V.I.S («Virtus Imola Sportiva»). Le partite vengono disputate nella corte interna di Palazzo Monsignani, nel centro storico. I giocatori sono praticamente gli stessi dell'anteguerra, con il ritorno di Pifferi ed un innesto di rilievo, Fulvio Ragnini (il popolare "papà"), il primo atleta di spicco che il basket imolese abbia avuto. Si gioca con una maglia verde. I giocatori della Virtus, impegnata nel campionato di Promozione (all'epoca non esisteva la Serie D), sono: Baravelli, Dal Monte (futuro Primario dell'Ospedale Rizzoli di Bologna), Manaresi, Marzocchi, Nicoli, Pifferi, Ragnini, Rafuzzi, Serrazanetti e Tassinari.

Nel 1946/47 la Virtus partecipa ai vari concentramenti interregionali fallendo di poco l'accesso alla fase finale. Nel 1947 il terreno di gioco torna ad essere la palestra Savonarola (lo rimarrà per i successivi ventidue anni). Un campo all'aperto, su terra e asfalto, con i tabelloni dei canestri in legno. L'annata 1947-48 è coronata da successo. Al termine della vittoriosa stagione la squadra conquista l'accesso alla neonata Serie C. Per l'occasione la società cambia nome diventando «Virtus Pallacanestro Imola».
La stagione 1951/52 è trionfale con ben 13 vittorie su 14 partite. Gli imolesi sono promossi per la prima volta in Serie B (per la formazione, vedi infra). Il 1952 è anche l'anno del ritiro di Guido Pifferi. Il pioniere della pallacanestro imolese, l'ultimo della vecchia guardia, appende le scarpe al chiodo dopo 16 anni di carriera e passa a ruoli dirigenziali. Il suo primo incarico è quello di selezionare i migliori cestisti da inserire nella formazione maggiore.

Nel 1953-54 la Virtus si classifica al terzo posto, una posizione brillante per una realtà provinciale. I migliori giocatori: Castaldi, Preti, Geminiani e Borghi vengono notati dalle società più blasonate, che se li accaparrarono. La rosa della Virtus rimane svuotata. Si rende necessaria la autoretrocessione in Serie C. Due società locali si fondono per dare vita alla «Virtus Mancini»: nel 1955 gli imolesi riconquistarono la Serie B. Per sopperire alle difficoltà di finanziamento la società si unisce alla Motomorini di Bologna. Nelle file della squadra imolese giocano alcuni atleti prestati dalla società felsinea. Ma le difficoltà finanziarie diventano l’anno seguente insormontabili. Al termine della stagione 1956-57 si rende inevitabile per la Virtus Mancini un’altra autoretrocessione, questa volta di due categorie.
La squadra imolese riparte dalla Promozione. Nella stagione 1957-58 partecipa al campionato con la denominazione «Virtus Libertas Imola», avendo assorbito la Libertas, una piccola realtà cittadina. Inizia un ciclo straordinario, caratterizzato da tre promozioni in tre anni. 
Nel campionato 1959-60 la Virtus, con una squadra composta da tutti imolesi, vince il concentramento di Asti ottenendo la promozione in Serie A (il secondo livello del campionato italiano di allora). A portare la Virtus dalla B alla A è l'allenatore Giuseppe Gollini, che rimane uno dei più vincenti della storia giallo-nera.

Dal 1961 al 1963 Guido Pifferi regge la presidenza della società. In questo periodo matura l'idea di cercare il sostegno finanziario di uno sponsor. Il primo nome ad apparire sulle maglie virtussine è quello della Pelgom (industria tessile) nel 1962.

### Dal 1964 al 2005
Dal 1964 al 1985 la Virtus è presieduta da Augusto Brusa, che imprime il suo marchio su ben 22 stagioni agonistiche. La durata di Brusa è paragonabile a quella di Carlo Pifferi, protagonista dei primi vent'anni della società imolese. Le prime tre stagioni di Brusa sono molto positive: la Virtus si classifica tra il quinto ed il settimo posto. Nel 1967 scende al nono e la stagione successiva retrocede in Serie C. La permanenza nel secondo livello del campionato italiano è durata nove anni. Durante questo periodo la società romagnola ha avuto l'occasione di confrontarsi con realtà cestistiche che negli anni seguenti vinceranno il titolo nazionale: Treviso (1960-61), Pesaro (1963-64) e Fortitudo Bologna (1964-65). I giocatori più rappresentativi di questo ciclo sono stati: Guadagnini (capitano), Bernardi, Boschi, Degli Esposti e Flutti. 
Dopo la retrocessione, la Virtus rimane in Serie C per sei stagioni, dal 1969 al 1974. Nell'estate 1970 terminano i lavori di costruzione del palazzo dello sport d'Imola; dal successivo autunno la Virtus gioca i suoi incontri casalinghi nella nuova struttura. La capienza media passa da circa 300 a 2000 persone. Gli abbonati raggiungono la cifra di mille unità. In quell'anno la società non trova uno sponsor. Il presidente Brusa ha allora l'idea di abbinare le maglie della squadra a tutte le imprese imolesi che vogliano aiutarla. La risposta è soddisfacente: oltre dieci aziende si fanno avanti.
Nel campionato 1973-74 la Virtus (allenata da Andrea Costa) rincorre per tutto il girone di ritorno la Zuccheri Bologna, capolista del girone, agganciandola all'ultima giornata. Si rende inevitabile lo spareggio, che si gioca in campo neutro, a Reggio Emilia, il 5 maggio 1974. I tifosi organizzano una mobilitazione senza precedenti: oltre mille persone si recano a Reggio Emilia per incitare la propria squadra. La Virtus esce sconfitta sul campo per 72-69 d.t.s. Il primo luglio giunge però la notizia del ripescaggio: i gialloneri ritornano in Serie B, la terza serie del campionato italiano, dopo sei anni. L'anno seguente però la Virtus retrocede nella categoria inferiore. In quegli anni è chiamato alla guida tecnica della squadra Gianni Zappi (1946-2022). Nel primo anno, con i nuovi acquisti Tesoro, Trevisan e Castellucci a rinforzare i titolari Ravaglia, Dardi, Novi e Perini (e con l'innesto del giovane Piattesi), Zappi toglie dalle secche della Serie C la Virtus e la riporta in Serie B. L'anno dopo è terza nella stagione regolare e terza ai play-off promozione. L'anno successivo la Virtus si rinforza con gli arrivi di Albonico, Sacco, Castagnetti e Manneschi e raggiunge di nuovo la terza posizione ai play-off. Nel triennio 1975/76 – 1977/78 la Virtus ha raggiunto il suo massimo seguito da parte dei tifosi. Poi le strade di Zappi e della Virtus si separano e saranno destinate ad incrociarsi vent'anni dopo. La Virtus centrerà l'accesso ai play-off anche nel 1978-79 e nel 1980-81. Gli abbonati della Virtus sono costantemente maggiori rispetto ai seguaci della locale squadra di calcio. È stato l'ultimo periodo in cui la Virtus è stata la squadra più popolare d'Imola.
Negli anni 1980 arrivano ad Imola diversi giocatori di pregio da squadre delle serie superiori: Porto, Canciani, Soldini, Janni, Brighi, Di Nallo, Florio, Momenté, Ghiacci, Masolo e Matassini. Ciò non evita alla Virtus la retrocessione in C al termine della stagione 1984-85. Ed è proprio in Serie C che due stagioni dopo (1986/87)  si tiene il primo derby ufficiale con l'Andrea Costa, società nata nel 1967. Rimarrà l'unico di tutto il XX secolo. Dopo un periodo di appannamento (contrassegnato da due retrocessioni sfiorate in serie D), alla metà degli anni novanta la Virtus Imola ritorna a giocare da protagonista nella terza serie della pallacanestro italiana: la serie B1. Per cinque anni consecutivi (dal 1996 al 2001) raggiunge i play-off promozione, sfiorando in un paio di occasioni il salto in Legadue.
Il 5 settembre 2002 la Virtus disputa un'amichevole con l'Andrea Costa. Vincono i biancorossi 93-88. Sarà l'ultimo incontro tra le due squadre.
Nel 2005 i problemi economici costringono a chiudere questa storica realtà di provincia.

### La Nuova Virtus
Nell'estate dello stesso anno, per iniziativa di un gruppo di tifosi ed ex consiglieri della vecchia società, viene fondata la Virtus Imola 1936,  che nella stagione 2005-06 riparte dalla Prima Divisione regionale, centrando immediatamente la promozione alla categoria superiore.
Nella stagione 2006-07 si classifica ad un onorevole 5º posto nel campionato di Promozione regionale (girone di Ravenna). La società rileva il titolo di serie D dello Sporting Club Cattolica e fa un salto di categoria.
Nel 2007-08, al suo esordio in Serie D, diventa Nuova Virtus Basket Giallonero Imola e si classifica al 15º posto (penultimo) nel suo girone e si salva dopo la disputa dei play-out.
Il presidente è stato Gilberto Cavini.

### Virtus Spes Vis
Dalla stagione 2009-10, in seguito alla fusione tra la Nuova Virtus e la Spes Vis Imola, società cestistica imolese che militava nel campionato di Serie C regionale, nasce la Virtus Spes Vis. Il presidente della Spes Vis, Luigi Dall'Alpi, assume la guida della nuova società. I gialloneri partecipano al campionato di Serie C regionale e concludono la stagione regolare al primo posto. Il loro percorso è positivo anche alle fasi regionali finali, che si concludono con la promozione in Serie C Dilettanti.
Nel 2012 scompare a soli 22 anni Simone Marrobio, allenatore delle giovanili. In sua memoria la Virtus organizza dal 2013 un torneo per squadre under 13 intitolato «Simone nel cuore».
Dal campionato 2014-15 la squadra è affidata ad Alfieri. Finisce la fase regolare al terzo posto e si qualifica per i play-off. Servono sei partite per la promozione in Serie B, quelle della seconda fase (otto gironi da quattro squadre su base interregionale). All'ultima giornata Imola e San Miniato sono prime a pari merito. Il calendario prevede proprio Virtus-San Miniato, con gli imolesi che hanno il vantaggio di giocare in casa. Invece vincono i toscani, che si aggiudicano il primo posto definitivo e vengono promossi. Per le otto seconde sono disponibili solo quattro posti. Si giocano gli spareggi in gara secca. 

Il 6 giugno 2015 nel campo neutro di San Vincenzo (Livorno) la Virtus è sconfitta 56-66 dal Cesarano Scafati e deve dire addio al sogno promozione.
Nel campionato 2015-16 la squadra, guidata da Alfieri per il secondo anno consecutivo, infila una serie di 14 vittorie di fila ed è prima alla fine della fase regolare. Nei play-off batte 4Torri Ferrara in semifinale (2-1), ma in finale perde le due partite contro Scandiano (67-68 in casa e 68-85 a Reggio Emilia).
Nel campionato 2017-18 giunge terza nella fase regolare. Vince i quarti dei play-off ma in semifinale è eliminata dai New Flying Balls di Ozzano Emilia (0-2).

Anche nel 2018-19 la Virtus accede ai play-off come terza classificata della fase regolare. Prevale nei quarti contro Ferrara (2-0) ma è sconfitta in semifinale dal Bologna Basket 2016 (1-2). La Virtus vince la prima partita, disputata fuori casa (11ª vittoria consecutiva nella stagione), ma perde le due rimanenti.
Nel luglio 2019 si verifica un cambio al vertice della società, con la creazione di un nuovo Consiglio d'amministrazione guidato da Stefano Loreti. L'avvento della nuova società coincide con il ritorno di Marco Regazzi (imolese e storico capitano giallonero) alla guida tecnica della squadra. Dopo aver sfiorato il salto di categoria già il primo anno (sconfitta in finale playoff di C Gold contro Jesolo sul neutro di Rovigo), il 12 giugno 2022 la Virtus centra la promozione in Serie B nella stagione 2021-22, battendo il Ferrara Basket 2018 nella finale playoff.

### Virtus Pallacanestro Imola
Con il ritorno nel terzo campionato nazionale dopo 17 anni, approfittando del cambio di tipologia societaria, come previsto dai regolamenti federali (passaggio da A.s.d a S.s.d. a r.l.), la società decreta il ritorno alla storica denominazione di «Virtus Pallacanestro Imola».

Lo staff tecnico costruisce la squadra per la Serie B 2022-23 su tre giocatori-cardine: Jacopo Aglio (capitano), Luca Galassi (playmaker) e Francesco Magagnoli (ala). La Virtus disputa un'ottima prima parte di stagione, permanendo per alcune giornate al quarto posto. Il girone di ritorno è meno brillante e gli imolesi concludono la stagione regolare al settimo posto. Quell'anno il piazzamento conduce ai play-out a causa della riforma dei campionati. Sulla sirena di gara 4 di finale ad Ancona, con i gialloneri in quel momento sotto 76-74 nella partita e sotto 2-1 nella serie, Galassi segna il tiro della disperazione da oltre metà campo che ribalta il punteggio e porta le due squadre sul 2-2, preludio alla salvezza imolese conquistata in gara 5 al PalaRuggi.
La squadra per la stagione 2023-24 viene costruita attorno a tre pilastri: il capitano Jacopo Aglio, Lorenzo Dalpozzo e Francesco Magagnoli. Confermati anche Marco Morara ed Alessandro Alberti. Oltre ai cinque confermati, il nuovo roster comprende sei nuovi arrivi: Marco Barattini, Gioacchino Chiappielli (proveniente da Ozzano), Daniel Ohenhen (centro, classe 2001), Richard Morina (playmaker), Dario Masciarelli (guardia/ala, 1998) e Juozas Balciunas (guardia, 1994).

La società si deve privare di Luca Galassi, protagonista della promozione, accasatosi a Faenza, e di un altro trascinatore della stagione appena conclusa, "Bobby" Mladenov.
Dopo soli due mesi dall'inizio del campionato viene esonerato l'allenatore Regazzi (4 vittorie su 11 partite). Condurrà la squadra per il raggiungimento dell'obiettivo-salvezza il suo vice, Mauro Zappi. Con il cambio tecnico comincia l'ottimo campionato di Dario Masciarelli, sempre in doppia cifra fino alla fine del torneo. Se Masciarelli è il miglior realizzatore, Francesco Magagnoli è il leader carismatico dei gialloneri. Le principali vittorie ottenute dalla Virtus in campionato sono, innanzitutto, il derby con l'Andrea Costa (7 gennaio, 70-62), poi i match contro San Vendemiano, Fabriano e infine Faenza. Zappi riesce nel suo intento di portare la squadra alla salvezza, che giunge anticipata. Masciarelli si conferma miglior marcatore con 11,3 punti di media. Però la serie di cinque sconfitte consecutive (tra cui il derby di ritorno, perso 62-70) con cui la Virtus conclude il campionato, pesano sul bilancio complessivo, che è di 11 vinte e 12 perse. Il 27 aprile la Virtus e Zappi si separano. 
L'ultima partita di campionato è anche l'ultimo match della carriera di Lorenzo Dalpozzo, che si ritira dall'attività agonistica
dopo dodici stagioni e 222 presenze con la maglia giallonera.

Per la stagione 2024/25 vengono confermati Gianmarco Fiusco, Francesco Magagnoli, Dario Masciarelli, Richard Morina e Luca Valentini.
Vengono ceduti Barattini e Chiappelli. Ma la cessione che fa maggiormente rumore è quella di Jacopo Aglio: il capitano lascia Imola dopo cinque stagioni, 140 presenze e 1408 punti segnati. Pareva confermato Daniel Ohenhen, ma in agosto il pivot accetta in extremis l'offerta di Capo d'Orlando, club concorrente della Virtus.

Il mercato in entrata registra gli arrivi di Federico Ricci, Matteo Ambrosin (nel ruolo che fu di Aglio), della guardia argentina Santiago Vaulet, del centro camerunense Seraphin Kadjividi e di Simon Obinna Anaekwe (Nigeria). Il quintetto titolare giallonero risulta così composto: Valentini (playmaker), Vaulet (guardia), Masciarelli (ala), Ricci (ala) e Kadjividi (centro).
In dicembre Federico Magagnoli cambia casacca approdando a Faenza (Raggisolaris). Magnagnoli era rimasto l'unico reduce di quella Virtus che era partita dalla Serie C per salire alla B Nazionale. Il nuovo capitano è Ricci. Nel febbraio 2025 viene nominato vicepresidente della società Alessandro Fiumi, fratello del presidente Davide.
La stagione si conclude con il 13° posto in classifica e il mantenimento della categoria. Davide Fiumi lascia la presidenza il 15 maggio, a stagione ancora in corso. Cede gratuitamente le sue quote. Lascia anche Corrado Passera. Le quote degli amministratori uscenti finiscono nelle mani di Renzo Balbo e Stefano Loreti. Quest'ultimo sale al comando della società come amministratore unico. 
Gabriele Torreggiani rassegna le dimissioni e la carica di direttore generale viene abolita: le funzioni vengono spartite tra i dirigenti della società.

Il roster è tutto da rifare: nessun giocatore viene confermato per la stagione 2025/26. La Virtus ricomincia con giocatori giovani ed ambiziosi.

## Tutti i derby di campionato
| Stagione 1986-87 - Serie B2 |
| --------------------------- |

| ANDATA: 16 novembre 1986 VIRTUS IMOLA - ANDREA COSTA 68-75 (30-38)                                                                                              |
| VIRTUS IMOLA: Santucci 6, Piattesi 15, Negri 8, E. Vigori 1, Regazzi 2, Pastorelli 13, Carapacchi 4, Gianni 13, Martini 6, Franceschelli. Allenatore: McMillen. |
| ANDREA COSTA: Paccagnella 21, Matassini 13, Ravaglia 9, Cavicchioli 18, Fusaro 8, Giacometti 6, Domenicali, Creti, Sonego, Bertini. Allenatore: Bruni.          |
| RITORNO: 8 marzo 1987 ANDREA COSTA - VIRTUS IMOLA 74-69 (35-43)                                                                                                 |
| ANDREA COSTA: Paccagnella 5, Matassini 14, Ravaglia 5, Cavicchioli 26, Fusaro 19, Giacometti 5, Domenicali, Creti, Carletti, Sonego. Allenatore: Bruni.         |
| VIRTUS IMOLA: Santucci 2, Piattesi 23, Negri 12, E. Vigori 4, Regazzi 8, Pastorelli 10, Carapacchi 2, Gianni 8, Zarifi, Franceschelli. Allenatore: McMillen.    |

| Stagione 2022-23 - Serie B |
| -------------------------- |

| ANDATA: 4 dicembre 2022 VIRTUS IMOLA - ANDREA COSTA 87-68 (40-36) |
| VIRTUS IMOLA: Dalpozzo, Carta 3, Galassi 8, Tommasini 10, Aglio 17, Morara 20, Magagnoli 10, Pellegrini 2, Sollani 8, Milovanovic 6, Neri. Allenatore: Regazzi.      |
| ANDREA COSTA: Restelli 7, Fazzi 2, Agostini 8, Ranuzzi 13, Corcelli 10, Marangoni, Tognacci 14, Trentin 14. Allenatore: Grandi.                                      |
| RITORNO: 2 aprile 2023 ANDREA COSTA - VIRTUS IMOLA 84-68 (47-35) |
| ANDREA COSTA: Restelli 13, Roli, Fazzi 11, Barbieri, Ranuzzi 21, Corcelli, Marangoni 8, Spagnoli, Cusenza 12, Tognacci, Montanari 10, Trentin 9. Allenatore: Grandi. |
| VIRTUS IMOLA: Mladenov 24, Galassi 19, Carta 3, Dalpozzo, Aglio 8, Morara 4, Magagnoli 8, A. Vigori 2, Sollani, Covatta. Allenatore: Regazzi.                        |

| Stagione 2023-24 - Serie B |
| -------------------------- |

| ANDATA: 7 gennaio 2024 ANDREA COSTA - VIRTUS IMOLA 62-70 (37-39)                                                                                                  |
| ANDREA COSTA: Drocker 2, Fazzi 3, Sorrentino, Aukstikalnis 8, Ranuzzi 15, Corcelli 14, Marangoni, Bresolin, Martini, Crespi 19. Allenatore: Di Paolantonio.       |
| VIRTUS IMOLA: Masciarelli 13, Dalpozzo, Aglio 12, Morara 2, Magagnoli 12, Morina, Chiappelli 9, Alberti, Barattini 13, Balciunas 5, Ohenhen 4. Allenatore: Zappi. |
| RITORNO: 21 aprile 2024 VIRTUS IMOLA - ANDREA COSTA 70-82 (35-40)                                                                                                 |
| VIRTUS IMOLA: Masciarelli 19, Dalpozzo, Aglio 10, Valentini 2, Morara 5, Magagnoli 13, Morina, Chiappelli 9, Alberti, Vannini, Ohenhen 4. Allenatore: Zappi.      |
| ANDREA COSTA: Drocker 16, Sorrentino 2, Aukstikalnis 17, Ranuzzi 9, Corcelli 8, Marangoni 11, Bresolin, Martini 4, Ronchini, Crespi. Allenatore: Di Paolantonio.  |

| Stagione 2024-25 - Serie B |
| -------------------------- |

| ANDATA: 24 novembre 2024 VIRTUS IMOLA - ANDREA COSTA 68-82 (36-41) |
| VIRTUS IMOLA: Morina 7, Vaulet 10, Ricci 9, Kadjividi 15, Magagnoli 8, Anaekwe 6, Ambrosin Valentini, Fusco 4. Allenatore: Galetti.                                   |
| ANDREA COSTA: Sanguinetti 20, Klanjscek 26, Toniato 11, Chiappelli 2, Filippini 8, Restelli 6, Fazzi 5, Martini 2, Fea 2. Allenatore: Angori.                         |
| RITORNO: 23 marzo 2025 ANDREA COSTA - VIRTUS IMOLA 100-85 (52-49) |
| ANDREA COSTA: Fazzi 17, Pavani 1, Benintendi, Toniato 16, Filippini 9, Klanjscek 7, Chiappelli 8, Martini 0, Raucci 13, Sanguinetti 17, Zedda 12. Allenatore: Vecchi. |
| VIRTUS IMOLA: Masciarelli 7, Zangheri 2, Fiusco 4, Morina 9, Valentini 7, Vaulet 29, Vannini, Santandrea 2, Pinza 6, Ambrosin 9, Ricci 10. Allenatore: Galetti.       |

| GLI ALLENATORI DELLA VIRTUS |

| Dal 1951 al 1974 |
| ---------------- |

| Anno    | Serie      | Allenatore                             |
| ------- | ---------- | -------------------------------------- |
| 1951-52 | Serie C    | Martini                                |
| 1952-53 | Serie B    | Martini                                |
| 1953-54 | Serie B    | Mario Lelli                            |
| 1954-55 | Serie C    | Piero Levi                             |
| 1955-56 | Serie B    | Piero Levi                             |
| 1956-57 | Serie B    | Costa                                  |
| 1957-58 | Promozione | Lelli                                  |
| 1958-59 | Serie C    |                                        |
| 1959-60 | Serie B    | Giuseppe Gollini                       |
| 1960-61 | Serie A    | Giuseppe Gollini                       |
| 1961-62 | Serie A    | Giuseppe Gollini                       |
| 1962-63 | Serie A    | Castaldi                               |
| 1963-64 | Serie A    | Flutti                                 |
| 1964-65 | Serie A    | Raffaele Suzzi                         |
| 1965-66 | Serie B    | Ragnini                                |
| 1966-67 | Serie B    | Flutti                                 |
| 1967-68 | Serie B    | Giuseppe Gollini, 2ª volta             |
| 1968-69 | Serie C    | Lolli                                  |
| 1969-70 | Serie C    | Mario Alesini                          |
| 1970-71 | Serie C    | Mario Alesini                          |
| 1971-72 | Serie C    | Mario Alesini                          |
| 1972-73 | Serie C    | Andrea Costa                           |
| 1973-74 | Serie C    | Andrea Costa                           |
| 1974-75 | Serie B    | Andrea Costa, poi Costantino Michelini |

| Dal 1975 al 2005 |
| ---------------- |

| Anno      | Serie    | Allenatore                        |
| --------- | -------- | --------------------------------- |
| 1975-76   | Serie C  | Gianni Zappi                      |
| 1976-77   | Serie B  | Gianni Zappi                      |
| 1977-78   | Serie B  | Gianni Zappi                      |
| 1978-79   | Serie B  | Roberto Martini                   |
| 1979-80   | Serie B  | Roberto Martini, poi Lino Bruni   |
| 1980-81   | Serie B  | Lino Bruni                        |
| 1981-82   | Serie B  | Tino Dovesi                       |
| 1982-83   | Serie B  | Tino Dovesi                       |
| 1983-84   | Serie B  | Tino Dovesi, poi Ranuzzi          |
| 1984-85   | Serie B  | Jader Salieri                     |
| 1985-86   | Serie C  | Jader Salieri                     |
| 1986-87   | Serie C  | John McMillen, poi Stefano Balbi  |
| 1987-88   | Serie B2 | Luca Dal Monte                    |
| 1988-89   | Serie B2 | Luca Dal Monte                    |
| 1989-90   | Serie B2 | Ugo Di Nallo                      |
| 1990-91   | Serie B2 | Nino Florio                       |
| 1991-92   | Serie C  | Ugo Di Nallo                      |
| 1992-93   | Serie C  | Stefano Deanesi                   |
| 1993-94   | Serie C  | Bertacchi                         |
| 1994-95   | Serie B2 | Giorgio Tampieri                  |
| 1995-96   | Serie B1 | Giorgio Tampieri                  |
| 1996-97   | Serie B1 | Lino Bruni                        |
| 1997-98   | Serie B1 | Claudio Agresti                   |
| 1998-99   | Serie B1 | Gianni Zappi, 2ª volta            |
| 1999-2000 | Serie B1 | Gianni Zappi                      |
| 2000-01   | Serie B1 | Renato Sabatino                   |
| 2001-02   | Serie B1 | Renato Sabatino, poi Massimo Lasi |
| 2002-03   | Serie B1 | Stefano Salieri                   |
| 2003-04   | Serie B1 | Stefano Salieri                   |
| 2004-05   | Serie B1 | Stefano Salieri                   |

| Dal 2009 al 2025 |
| ---------------- |

| Anno    | Serie                 | Allenatore                                              |
| ------- | --------------------- | ------------------------------------------------------- |
| 2009-10 | Serie C regionale     | Carlo Marchi                                            |
| 2010-11 | Serie C Dilettanti    | Carlo Marchi                                            |
| 2011-12 | Divisione Nazionale C | Zafiri Elefterios                                       |
| 2012-13 | Divisione Nazionale C | Zafiri Elefterios                                       |
| 2013-14 | Divisione Nazionale C | Massimo Solaroli                                        |
| 2014-15 | Serie C               | Massimo Solaroli, poi Alberto Alfieri (da gennaio 2015) |
| 2015-16 | Serie C               | Francesco Bettazzi, poi Alberto Alfieri                 |
| 2016-17 | Serie C Gold          | Giovanni Lunghini, poi Carlo Marchi (da febbraio 2017)  |
| 2017-18 | Serie C Gold          | Davide Tassinari                                        |
| 2018-19 | Serie C Gold          | Davide Tassinari                                        |
| 2019-20 | Serie C Gold          | Marco Regazzi                                           |
| 2020-21 | Serie C Gold          | Marco Regazzi                                           |
| 2021-22 | Serie C Gold          | Marco Regazzi                                           |
| 2022-23 | Serie B               | Marco Regazzi                                           |
| 2023-24 | Serie B               | Marco Regazzi, poi Mauro Zappi                          |
| 2024-25 | Serie B               | Gianluigi Galetti                                       |
| 2025-26 | Serie B               | Gianluigi Galetti                                       |

| Dal 1951 al 1974 |
| ---------------- |

| Anno    | Serie      | Allenatore                             |
| ------- | ---------- | -------------------------------------- |
| 1951-52 | Serie C    | Martini                                |
| 1952-53 | Serie B    | Martini                                |
| 1953-54 | Serie B    | Mario Lelli                            |
| 1954-55 | Serie C    | Piero Levi                             |
| 1955-56 | Serie B    | Piero Levi                             |
| 1956-57 | Serie B    | Costa                                  |
| 1957-58 | Promozione | Lelli                                  |
| 1958-59 | Serie C    |                                        |
| 1959-60 | Serie B    | Giuseppe Gollini                       |
| 1960-61 | Serie A    | Giuseppe Gollini                       |
| 1961-62 | Serie A    | Giuseppe Gollini                       |
| 1962-63 | Serie A    | Castaldi                               |
| 1963-64 | Serie A    | Flutti                                 |
| 1964-65 | Serie A    | Raffaele Suzzi                         |
| 1965-66 | Serie B    | Ragnini                                |
| 1966-67 | Serie B    | Flutti                                 |
| 1967-68 | Serie B    | Giuseppe Gollini, 2ª volta             |
| 1968-69 | Serie C    | Lolli                                  |
| 1969-70 | Serie C    | Mario Alesini                          |
| 1970-71 | Serie C    | Mario Alesini                          |
| 1971-72 | Serie C    | Mario Alesini                          |
| 1972-73 | Serie C    | Andrea Costa                           |
| 1973-74 | Serie C    | Andrea Costa                           |
| 1974-75 | Serie B    | Andrea Costa, poi Costantino Michelini |

| Dal 1975 al 2005 |
| ---------------- |

| Anno      | Serie    | Allenatore                        |
| --------- | -------- | --------------------------------- |
| 1975-76   | Serie C  | Gianni Zappi                      |
| 1976-77   | Serie B  | Gianni Zappi                      |
| 1977-78   | Serie B  | Gianni Zappi                      |
| 1978-79   | Serie B  | Roberto Martini                   |
| 1979-80   | Serie B  | Roberto Martini, poi Lino Bruni   |
| 1980-81   | Serie B  | Lino Bruni                        |
| 1981-82   | Serie B  | Tino Dovesi                       |
| 1982-83   | Serie B  | Tino Dovesi                       |
| 1983-84   | Serie B  | Tino Dovesi, poi Ranuzzi          |
| 1984-85   | Serie B  | Jader Salieri                     |
| 1985-86   | Serie C  | Jader Salieri                     |
| 1986-87   | Serie C  | John McMillen, poi Stefano Balbi  |
| 1987-88   | Serie B2 | Luca Dal Monte                    |
| 1988-89   | Serie B2 | Luca Dal Monte                    |
| 1989-90   | Serie B2 | Ugo Di Nallo                      |
| 1990-91   | Serie B2 | Nino Florio                       |
| 1991-92   | Serie C  | Ugo Di Nallo                      |
| 1992-93   | Serie C  | Stefano Deanesi                   |
| 1993-94   | Serie C  | Bertacchi                         |
| 1994-95   | Serie B2 | Giorgio Tampieri                  |
| 1995-96   | Serie B1 | Giorgio Tampieri                  |
| 1996-97   | Serie B1 | Lino Bruni                        |
| 1997-98   | Serie B1 | Claudio Agresti                   |
| 1998-99   | Serie B1 | Gianni Zappi, 2ª volta            |
| 1999-2000 | Serie B1 | Gianni Zappi                      |
| 2000-01   | Serie B1 | Renato Sabatino                   |
| 2001-02   | Serie B1 | Renato Sabatino, poi Massimo Lasi |
| 2002-03   | Serie B1 | Stefano Salieri                   |
| 2003-04   | Serie B1 | Stefano Salieri                   |
| 2004-05   | Serie B1 | Stefano Salieri                   |

| Dal 2009 al 2025 |
| ---------------- |

| Anno    | Serie                 | Allenatore                                              |
| ------- | --------------------- | ------------------------------------------------------- |
| 2009-10 | Serie C regionale     | Carlo Marchi                                            |
| 2010-11 | Serie C Dilettanti    | Carlo Marchi                                            |
| 2011-12 | Divisione Nazionale C | Zafiri Elefterios                                       |
| 2012-13 | Divisione Nazionale C | Zafiri Elefterios                                       |
| 2013-14 | Divisione Nazionale C | Massimo Solaroli                                        |
| 2014-15 | Serie C               | Massimo Solaroli, poi Alberto Alfieri (da gennaio 2015) |
| 2015-16 | Serie C               | Francesco Bettazzi, poi Alberto Alfieri                 |
| 2016-17 | Serie C Gold          | Giovanni Lunghini, poi Carlo Marchi (da febbraio 2017)  |
| 2017-18 | Serie C Gold          | Davide Tassinari                                        |
| 2018-19 | Serie C Gold          | Davide Tassinari                                        |
| 2019-20 | Serie C Gold          | Marco Regazzi                                           |
| 2020-21 | Serie C Gold          | Marco Regazzi                                           |
| 2021-22 | Serie C Gold          | Marco Regazzi                                           |
| 2022-23 | Serie B               | Marco Regazzi                                           |
| 2023-24 | Serie B               | Marco Regazzi, poi Mauro Zappi                          |
| 2024-25 | Serie B               | Gianluigi Galetti                                       |
| 2025-26 | Serie B               | Gianluigi Galetti                                       |

| Serie B Nazionale 2025-26 | Serie B Nazionale 2025-26 |
| ------------------------- | --- |
| Girone A                  | Aurora Desio · Bakery Piacenza · Fortitudo Agrigento · Fulgor Fidenza · Fulgor Omegna · Herons Montecatini · Legnano Basket · Monferrato Basket · Orlandina · Orzi Basket · Pall. Fiorenzuola · Pall. Montecatini · Pall. Vigevano · Piazza Armerina · Rucker SanVe · Treviglio Brianza · U.C.C. Piacenza · Vicenza · Virtus Lumezzane |
| Girone B                  | A. Costa Imola · Basket Ravenna · Casoria · Ferrara 2018 · Golfo Piombino · Janus Fabriano · Jesi Academy · Juvecaserta · Latina Basket · Loreto Pesaro · LUISS Roma · Nocera · Pielle Livorno · Quarrata · Raggisolaris Faenza · San Giobbe Chiusi · San Severo · Virtus Imola · Virtus Roma 1960                                     |